# Eyroles
Eyroles település Franciaországban, Drôme megyében. Lakosainak száma 22 fő (2022. január 1.). Eyroles Condorcet, Curnier, Les Pilles, Sahune, Saint-Ferréol-Trente-Pas és Villeperdrix községekkel határos.

## Népesség
A település népességének változása:
| Lakosok száma | 29   | 20   | 20   | 21   | 30   | 33   | 28   | 24   | 23   | 22   |
|               | 1968 | 1982 | 1990 | 2006 | 2013 | 2015 | 2017 | 2019 | 2020 | 2022 |